# Спиноаса (Јаши)
Спиноаса (рум. Spinoasa) насеље је у Румунији у округу Јаши у општини Ербичени. Oпштина се налази на надморској висини од 74 m.

## Становништво
Према подацима из 2002. године у насељу је живело 342 становника, од којих су сви румунске националности.